# Galerie des Hepialidae

## Korscheltellus

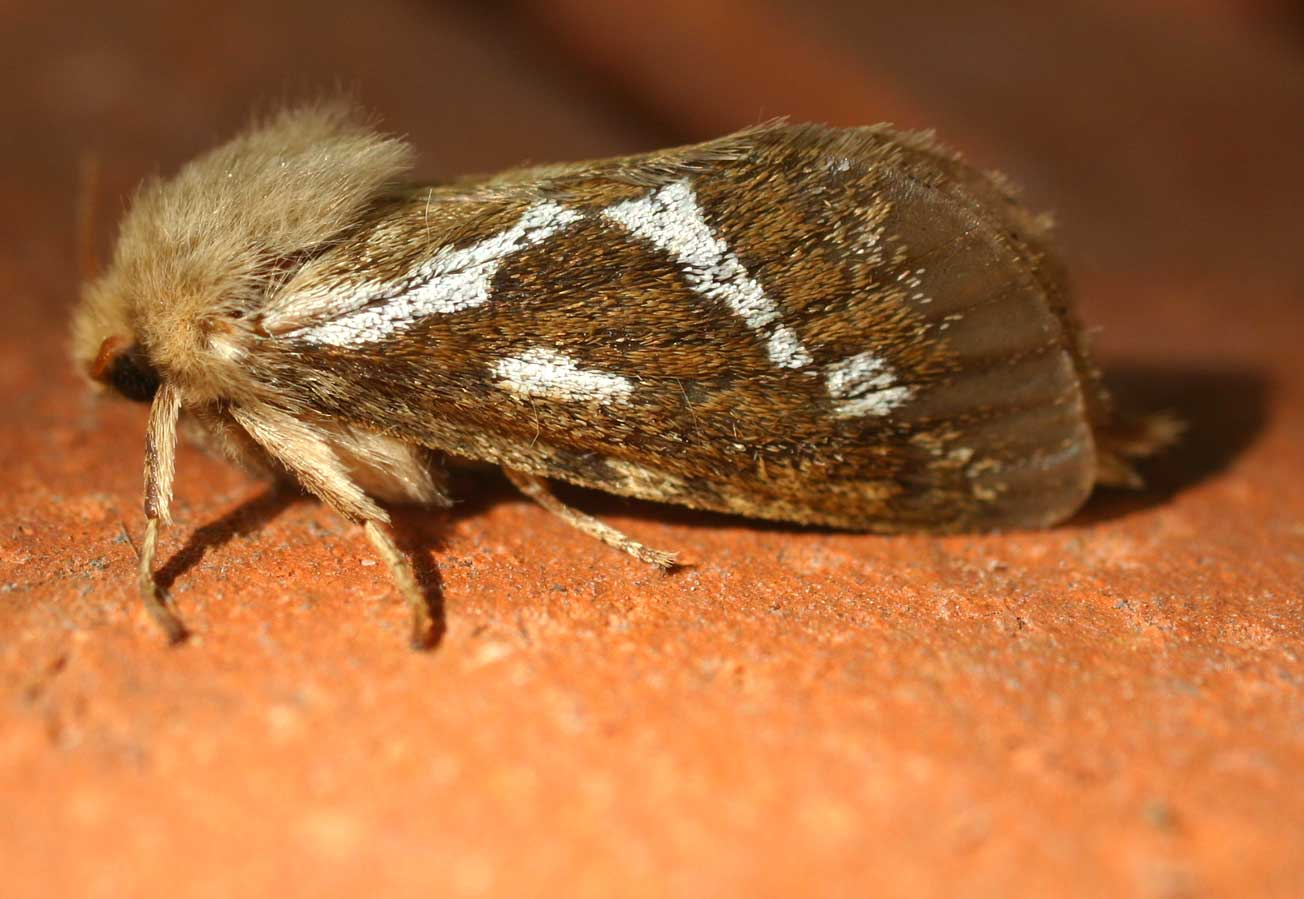
Korscheltellus lupulinus (Linnaeus, 1758)

## Phymatopus

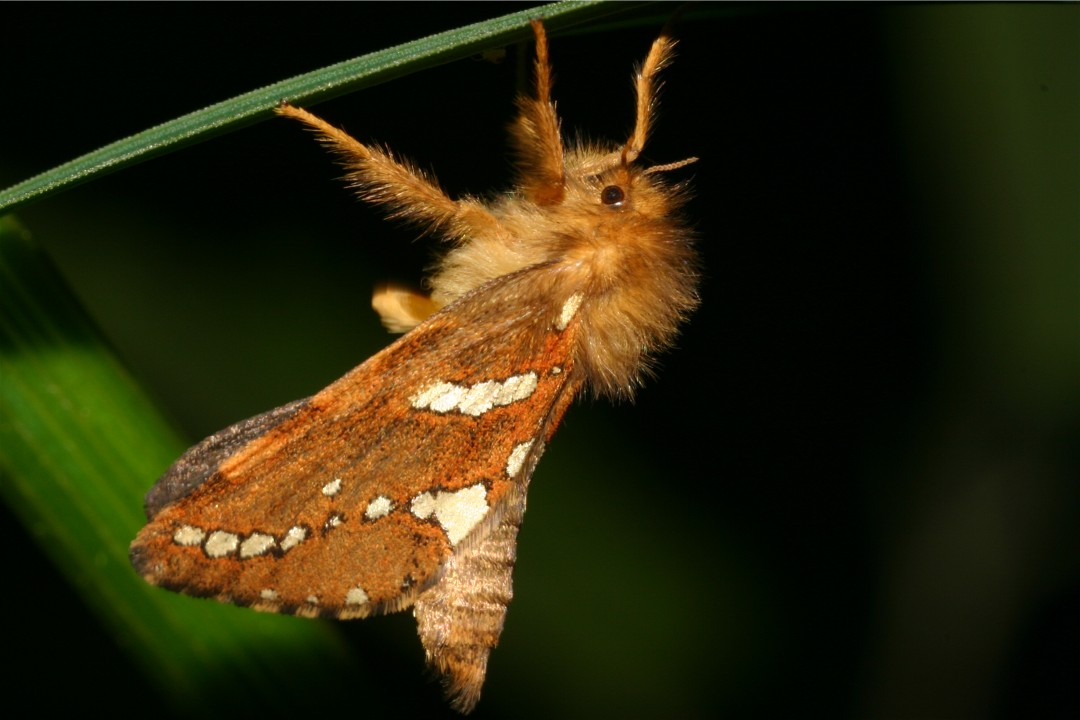
Phymatopus hecta (Linnaeus, 1758)

## Triodia

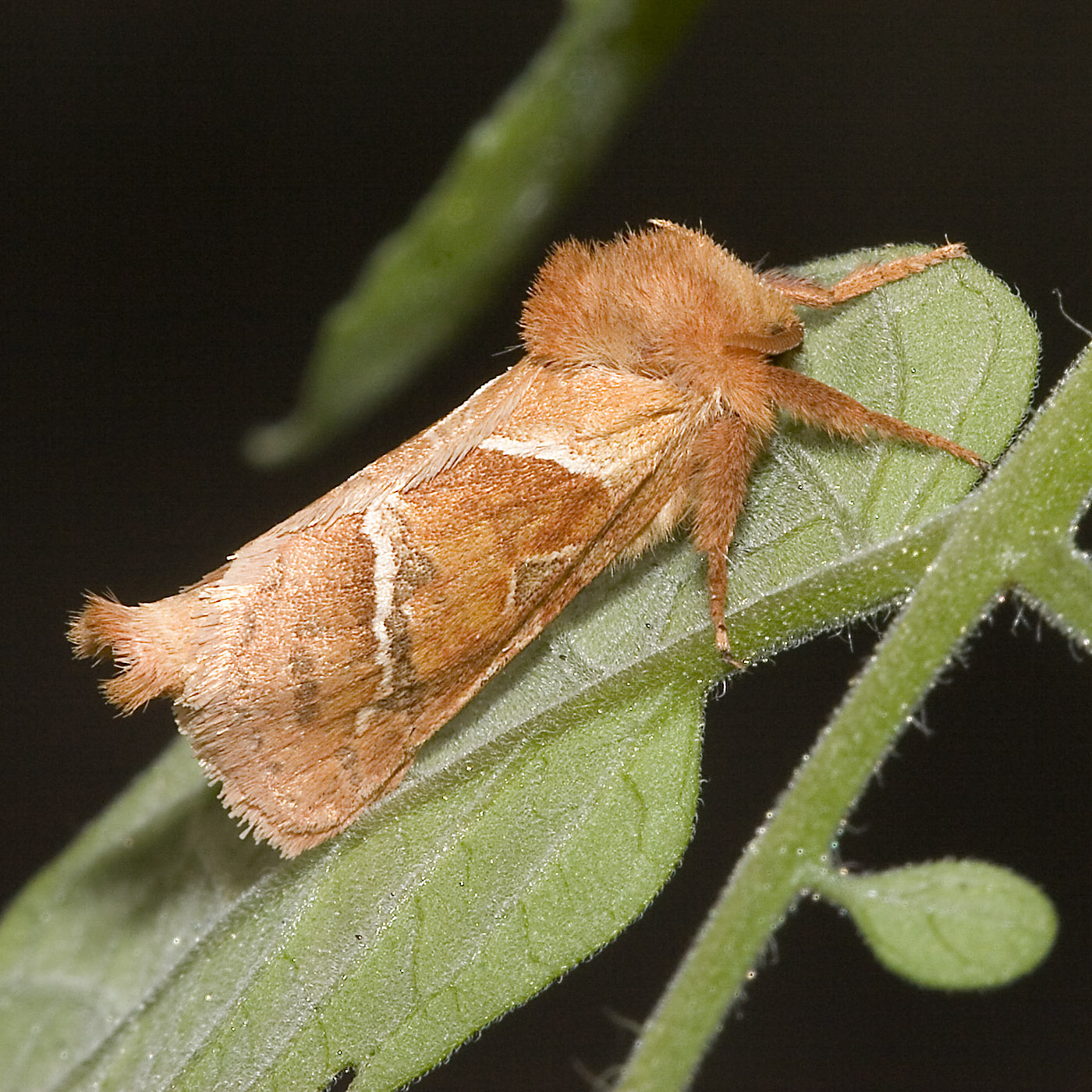
Triodia sylvina (Linnaeus, 1761)